# 1964년 일본 프로 야구 올스타전
1964년 일본 프로 야구 올스타전은 1964년 7월 20일부터 7월 22일까지 열린 일본 프로 야구의 올스타전 경기이다.

## 출장 선수
| 센트럴 리그 | 센트럴 리그       | 센트럴 리그 | 센트럴 리그 |
| ----------- | ----------------- | ----------- | ----------- |
| 감독        | 가와카미 데쓰하루 | 요미우리    |             |
| 코치        | 후지모토 사다요시 | 한신        |             |
| 코치        | 시라이시 가쓰미   | 히로시마    |             |
| 투수        | 무라야마 미노루   | 한신        | 6           |
| 투수        | 가네다 마사이치   | 고쿠테쓰    | 14          |
| 투수        | 아키야마 노보루   | 다이요      | 9           |
| 투수        | G. 바크           | 한신        | 첫 출장     |
| 투수        | 오이시 기요시     | 히로시마    | 3           |
| 투수        | 다카하시 시게유키 | 다이요      | 첫 출장     |
| 투수        | 후지타 모토시     | 요미우리    | 4           |
| 투수        | 이토 요시아키     | 요미우리    | 3           |
| 투수        | 이나가와 마코토   | 다이요      | 2           |
| 포수        | 모리 마사히코     | 요미우리    | 5           |
| 포수        | 이토 이사오       | 다이요      | 첫 출장     |
| 포수        | 네고로 히로미쓰   | 고쿠테쓰    | 4           |
| 1루수       | 오 사다하루       | 요미우리    | 5           |
| 2루수       | 후나다 가즈히데   | 요미우리    | 2           |
| 3루수       | 나가시마 시게오   | 요미우리    | 7           |
| 유격수      | 요시다 요시오     | 한신        | 11          |
| 내야수      | 구와타 다케시     | 다이요      | 5           |
| 내야수      | M. 크레스         | 다이요      | 첫 출장     |
| 내야수      | J. 마셜           | 주니치      | 2           |
| 내야수      | 고바 다케시       | 히로시마    | 2           |
| 내야수      | 도요다 야스미쓰   | 고쿠테쓰    | 10          |
| 내야수      | 오키쓰 다쓰오▲    | 히로시마    | 3           |
| 외야수      | 야마우치 가즈히로 | 한신        | 11          |
| 외야수      | 시바타 이사오     | 요미우리    | 2           |
| 외야수      | 에토 신이치       | 주니치      | 5           |
| 외야수      | 곤도 가즈히코     | 다이요      | 5           |
| 외야수      | 후지이 에이지     | 한신        | 2           |
| 외야수      | 시게마쓰 쇼조     | 다이요      | 첫 출장     |
| 외야수      | 오와다 아키라     | 히로시마    | 4           |

| 퍼시픽 리그 | 퍼시픽 리그        | 퍼시픽 리그 | 퍼시픽 리그 |
| ----------- | ------------------ | ----------- | ----------- |
| 감독        | 나카니시 후토시    | 니시테쓰    |             |
| 코치        | 쓰루오카 가즈토    | 난카이      |             |
| 코치        | 미즈하라 시게루    | 도에이      |             |
| 투수        | 고야마 마사아키    | 도쿄        | 8           |
| 투수        | 오자키 유키오      | 도에이      | 2           |
| 투수        | 도바시 마사유키    | 도에이      | 7           |
| 투수        | 요네다 데쓰야      | 한큐        | 7           |
| 투수        | 이시이 시게오      | 한큐        | 첫 출장     |
| 투수        | J. 스탠카          | 난카이      | 2           |
| 투수        | 사카이 가쓰지      | 도쿄        | 첫 출장     |
| 투수        | 이노우에 요시오    | 니시테쓰    | 첫 출장     |
| 투수        | 다나카 쓰토무      | 니시테쓰    | 첫 출장     |
| 투수        | 스기우라 다다시    | 난카이      | 5           |
| 투수        | 아다치 미쓰히로    | 한큐        | 첫 출장     |
| 투수        | 도쿠히사 도시아키▲ | 긴테쓰      | 첫 출장     |
| 포수        | 노무라 가쓰야      | 난카이      | 8           |
| 포수        | 와다 히로미        | 니시테쓰    | 6           |
| 포수        | 오카무라 고지      | 한큐        | 첫 출장     |
| 1루수       | 에노모토 기하치    | 도쿄        | 10          |
| 2루수       | J. 블룸            | 긴테쓰      | 4           |
| 3루수       | 고다마 아키토시    | 긴테쓰      | 8           |
| 유격수      | 이와시타 고이치    | 도에이      | 첫 출장     |
| 내야수      | 이시이 아키라      | 한큐        | 첫 출장     |
| 내야수      | D. 스펜서          | 한큐        | 첫 출장     |
| 내야수      | 기도 노리후미      | 니시테쓰    | 첫 출장     |
| 내야수      | 고이케 겐지        | 난카이      | 첫 출장     |
| 내야수      | 이시구로 가즈히로▲ | 도쿄        | 첫 출장     |
| 내야수      | 야노우라 구니미쓰▲ | 긴테쓰      | 2           |
| 외야수      | 히로세 요시노리    | 난카이      | 7           |
| 외야수      | 도이 마사히로      | 긴테쓰      | 2           |
| 외야수      | 하리모토 이사오    | 도에이      | 5           |
| 외야수      | 다카쿠라 데루유키  | 니시테쓰    | 7           |
| 외야수      | 다마쓰쿠리 요지    | 니시테쓰    | 첫 출장     |
| 외야수      | 모로키 스케히로    | 한큐        | 2           |
| 외야수      | 호리고메 모토아키▲ | 난카이      | 첫 출장     |
| 외야수      | 야마모토 하치로▲   | 긴테쓰      | 3           |

- 굵은 글씨는 팬 투표로 선출된 선수, ▲는 출장 사퇴 선수 발생에 의한 보충 선수.

## 올스타전 경기 결과

### 1차전

#### 스코어
| 팀                                                                  | 1 | 2 | 3 | 4 | 5 | 6 | 7 | 8 | 9 | R | H  | E |
| 퍼시픽                                                              | 0 | 0 | 0 | 0 | 0 | 0 | 0 | 0 | 0 | 0 | 5  | 0 |
| 센트럴                                                              | 0 | 0 | 0 | 0 | 0 | 0 | 1 | 0 | X | 1 | 11 | 1 |
| 승리 투수: 가네다 마사이치(고쿠테쓰) 패전 투수: 이시이 시게오(한큐) |   |   |   |   |   |   |   |   |   |   |    |   |

#### 출장 선수
| 퍼시픽 | 퍼시픽 | 퍼시픽            |
| 타순   | 수비   | 선수              |
| ------ | ------ | ----------------- |
| 1      | (중)   | 다카쿠라 데루유키 |
| 2      | (二)   | J. 블룸           |
| 3      | (유)   | D. 스펜서         |
| 4      | (좌)   | 하리모토 이사오   |
| 5      | (포)   | 노무라 가쓰야     |
| 6      | (一)   | 에노모토 기하치   |
| 7      | (三)   | 고다마 아키토시   |
| 8      | (우)   | 도이 마사히로     |
| 9      | (투)   | 스기우라 다다시   |

| 센트럴 | 센트럴 | 센트럴            |
| 타순   | 수비   | 선수              |
| ------ | ------ | ----------------- |
| 1      | (二)   | 요시다 요시오     |
| 2      | (중)   | 곤도 가즈히코     |
| 3      | (一)   | 오 사다하루       |
| 4      | (유)   | 구와타 다케시     |
| 5      | (좌)   | 에토 신이치       |
| 6      | (三)   | M. 크레스         |
| 7      | (우)   | 야마우치 가즈히로 |
| 8      | (포)   | 모리 마사히코     |
| 9      | (투)   | 무라야마 미노루   |

#### 수상 선수
MVP
- 가네다 마사이치(고쿠테쓰)

### 2차전

#### 스코어
| 팀 | 1 | 2 | 3 | 4 | 5 | 6 | 7 | 8 | 9 | R | H  | E |
| 퍼시픽 | 0 | 0 | 1 | 0 | 0 | 0 | 0 | 0 | 0 | 1 | 6  | 1 |
| 센트럴 | 0 | 0 | 0 | 3 | 1 | 1 | 0 | 0 | X | 5 | 11 | 0 |
| 승리 투수: 이토 요시아키(요미우리) 패전 투수: 고야마 마사아키(도쿄) 홈런: 센트럴 – 시게마쓰 쇼조(다이요·6회 1점) |   |   |   |   |   |   |   |   |   |   |    |   |

#### 출장 선수
| 퍼시픽 | 퍼시픽 | 퍼시픽            |
| 타순   | 수비   | 선수              |
| ------ | ------ | ----------------- |
| 1      | (중)   | 다카쿠라 데루유키 |
| 2      | (一)   | 에노모토 기하치   |
| 3      | (좌)   | 하리모토 이사오   |
| 4      | (포)   | 노무라 가쓰야     |
| 5      | (유)   | D. 스펜서         |
| 6      | (二)   | J. 블룸           |
| 7      | (三)   | 고다마 아키토시   |
| 8      | (우)   | 다마쓰쿠리 요지   |
| 9      | (투)   | 요네다 데쓰야     |

| 센트럴 | 센트럴 | 센트럴          |
| 타순   | 수비   | 선수            |
| ------ | ------ | --------------- |
| 1      | (중)   | 시바타 이사오   |
| 2      | (우)   | 곤도 가즈히코   |
| 3      | (一)   | 오 사다하루     |
| 4      | (유)   | 구와타 다케시   |
| 5      | (좌)   | 에토 신이치     |
| 6      | (三)   | M. 크레스       |
| 7      | (二)   | 도요다 야스미쓰 |
| 8      | (포)   | 모리 마사히코   |
| 9      | (투)   | G. 바크         |

#### 수상 선수
MVP
- 짐 마셜(주니치)

### 3차전

#### 스코어
| 팀 | 1 | 2 | 3 | 4 | 5 | 6 | 7 | 8 | 9 | R  | H  | E |
| 센트럴 | 0 | 0 | 1 | 0 | 1 | 0 | 0 | 0 | 0 | 2  | 7  | 2 |
| 퍼시픽 | 2 | 3 | 0 | 1 | 1 | 0 | 3 | 0 | X | 10 | 14 | 1 |
| 승리 투수: 조 스탠카(난카이) 패전 투수: 다카하시 시게유키(다이요) 홈런: 센트럴 – 야마우치 가즈히로(한신·3회 1점) 퍼시픽 – 다릴 스펜서(한큐·4회 1점), 이시이 아키라(한큐·7회 1점) |   |   |   |   |   |   |   |   |   |    |    |   |

#### 출장 선수
| 센트럴 | 센트럴 | 센트럴            |
| 타순   | 수비   | 선수              |
| ------ | ------ | ----------------- |
| 1      | (중)   | 야마우치 가즈히로 |
| 2      | (二)   | 도요다 야스미쓰   |
| 3      | (一)   | 오 사다하루       |
| 4      | (우)   | J. 마셜           |
| 5      | (유)   | 구와타 다케시     |
| 6      | (좌)   | 에토 신이치       |
| 7      | (三)   | M. 크레스         |
| 8      | (포)   | 이토 이사오       |
| 9      | (투)   | 다카하시 시게유키 |

| 퍼시픽 | 퍼시픽 | 퍼시픽          |
| 타순   | 수비   | 선수            |
| ------ | ------ | --------------- |
| 1      | (우)   | 모로키 스케히로 |
| 2      | (二)   | J. 블룸         |
| 3      | (유)   | D. 스펜서       |
| 4      | (포)   | 노무라 가쓰야   |
| 5      | (좌)   | 하리모토 이사오 |
| 6      | (一)   | 에노모토 기하치 |
| 7      | (三)   | 고다마 아키토시 |
| 8      | (중)   | 도이 마사히로   |
| 9      | (투)   | J. 스탠카       |

#### 수상 선수
MVP
- 조 스탠카(난카이)

## 같이 보기
- 일본 야구 기구
- 일본 프로 야구 올스타전